# Kiriaki Kutuki
Kiriaki Kutuki (gr. Κυριακή Κουτούκη; ur. 12 września 1996) – cypryjska taekwondzistka.
W 2015 zdobyła brązowy medal uniwersjady w kategorii do 46 kg. Dwa lata później została srebrną medalistką tych zawodów po porażce w finale 3:5 z Iryną Romołdanową. W 2019 ponownie zdobyła brąz uniwersjady w kategorii do 49 kg.